# Piprites griseiceps
Il manachino testagrigia (Piprites griseiceps Salvin, 1865) è un uccello passeriforme della famiglia Tyrannidae.

## Distribuzione e habitat
Questa specie è diffusa in America Centrale (Costa Rica, Guatemala, Honduras, Nicaragua e Panama).